# 安德里亚斯·麦斯令尔
安德里亚斯·麦斯令尔（德語：Andreas Maislinger；1955年2月26日—），奥地利政治学家，出生於萨尔茨堡旁边的圣格奥根。
他在1992年成立奥地利国外服务协会。該组织在中国的據點有齐齐哈尔（中国SOS儿童村会）、上海（上海犹太研究中心）、南京（拉贝故居）和哈尔滨（哈尔滨猶太人研究中心）。